# Euriphene conjungens
Euriphene conjungens är en fjärilsart som beskrevs av Aurivillius 1909. Euriphene conjungens ingår i släktet Euriphene och familjen praktfjärilar. Inga underarter finns listade i Catalogue of Life.